# Gázai Szent Dórotheosz
Gázai Szent Dórotheosz vagy Remete Szent Dórotheosz (ógörögül: Δωρόθεος τῆς Γάζης, latinul: Dorotheus), (kb. 505 – kb. 560/565) palesztinai szerzetes, egyházi író.

## Élete
Dórotheosz a VI. század elején született antiochiai jómódu keresztény családból. Gyermekkorában állítólag nem szeretett tanulni ("Inkább kígyót fogok a kezembe, mint könyvet" mondogatta). 525 körül belépett a thawatai oázisban épült, Szeridosz apát által vezetett monostorba. Itt Nagy Szent Barszanophiosz és a prófétának nevezett János közelébe került, akikben a közösség igazi vezetőit tisztelte, annál is inkább, mert Dorotheosz éppen e két mesterre bízták. Írásban érintkeztek, és a megmaradt levelekből, rövid jegyzetekből rekonstruálható a fiatal szerzetes érdeklődésének folyamata. A kolostorban vasakaratával fokozatosan legyőzte saját restségét a tanulásban is – olykor az étkezése és a pihenése kárára. Dorotheosznak fokozatosan el kellett szakadnia mindenkitől, gyakorolnia magát az engedelmességben, alázatban és a belső önmegtagadásban. Minden gondolatát őszintén feltárta elöljáróinak és teljesen az ő utasításukra hagyatkozott. A kemény külső vezekléseket a tanult Dorotheosz nehezen nagyon bírta, ezért segítséget kapott, hogy legyőzze a kétségbeesés kísértését, megszabaduljon szorongatásaitól. Közben portáskodott, betegeket ápolt, végezte a vendégfogadás teendőit.
Az apát parancsára és fivére segítségével kórházat épített a monostor mellett a beteg testvéreknek. Több társa már ekkor igényelte Dorotheosz lelki irányítását és tanácsait. 540-ben a inclusus Barnaszuphiosz teljesen megszakított minden kapcsolatot környezetével, Szeridosz apát pedig meghalt. Ekkor – ismeretlen okból – Dorotheosz elhagyta a monostort, és két újat alapított Gázában és Maiumában. Valamikor 560 és 580 között halt meg. Sírja és monostora valószínűleg akkor pusztult el, amikor az arabok 634-ben elfoglalták Gázát.

## Munkássága
Didaskalia címen maradt fenn Dorotheosz 23/24 lelki – szerzetesekhez intézett – tanítása, valamint néhány 8 levele. Már a VI. században rendkívül ismert lett Palesztinában, a VII. században Bizáncban is. Sztudita Szent Theodórosz szintén hozzájárult a népszerűsítéshez, eloszlatva egy Dorotheosszal kapcsolatos tévedést. Nyugaton az itáliai baziliták ismertették meg Dorotheosz lelki tanítását. Hatása kimutatható a jezsuiták lelkiségében is.
Dórotheosznak Szent Doszitheuszról szóló életrajzát tanítványai jegyezték le. A mű egyszerű stílusával és mély lelki tartalmával az Apophthegmata Patrum világát idézi fel.

## Történetek életéből
- Saját maga mesélte, hogy milyen módon gyakorolta az önlegyőzést: „Későn este utasok értek a kolostorba; fogadi kellett őket. A tevehajcsárok még azután érkeztek; őket is el kellett látni. Amikor hajnalban zsolozsmára hívtak, elnyomott a fáradság és kivert a láz. Újra elaludtam. Azután nagyon elkeseredtem, hogy lustaságból elestem a zsolozsmától. Most megkértem egy testvért (szerzetest), költsön fel, és egy másikat, tartson ébren a templomban. S biztosítlak benneteket, ezeket a testvéreket úgy tiszteltem, mintha megmentették volna lelkemet.”[1]

## Idézetek
- „Aki komolyan rajta van, hogy lemondjon saját akaratáról, a lelki béke áldott honába ér.”[1]
- „A régi [sivatagi] atyák nagy békességben éltek, mivelhogy mindent Isten kezéből fogadtak.” (idézi Liguori Szent Alfonz[4])

## Művei magyarul
- Gázai Szent Dórotheosz szerzetesi tanításai; ford., bev., jegyz. Baán Zs. Izsák; Jel, Bp., 2015 (Ókeresztény örökségünk), ISBN 9786155147548, 272 p.